# Martin Davis
Martin Davis, (Nueva York, 1928-1 de enero de 2023) fue un matemático estadounidense conocido por su trabajo relacionado con el décimo problema de Hilbert. 

## Biografía
Obtuvo su PhD en la Universidad de Princeton en 1950 y su tutor fue Alonzo Church. Fue profesor emérito de la Universidad de Nueva York, y coinventor del algoritmo de Davis-Putnam y del algoritmo DPLL. 
También fue coautor, junto con Ron Sigal y Elaine J. Weyuker de Computability, Complexity, and Languages, Second Edition: Fundamentals of Theoretical Computer Science, un libro de texto sobre la teoría de la computabilidad. También ha escrito el libro La computadora universal, el cual trata la historia de los lógicos,desde Leibniz hasta Turing, cuyo trabajo ha hecho posible la creación de las computadoras. Así mismo es conocido por diseñar las máquinas Post-Turing.